# Элитный (Ростовская область)
Эли́тный — посёлок в Аксайском районе Ростовской области.
Входит в состав Щепкинского сельского поселения.

## География
Посёлок находится на правом берегу реки Тузлов, на расстоянии 35 км (по дорогам) к северу от города Аксай, административного центра района. Рядом проходит граница с Мясниковским районом.

## История
В 1963 году населённому пункту совхоза «Элитно-семеноводческий» присвоено наименование посёлок Элитный.

## Галерея

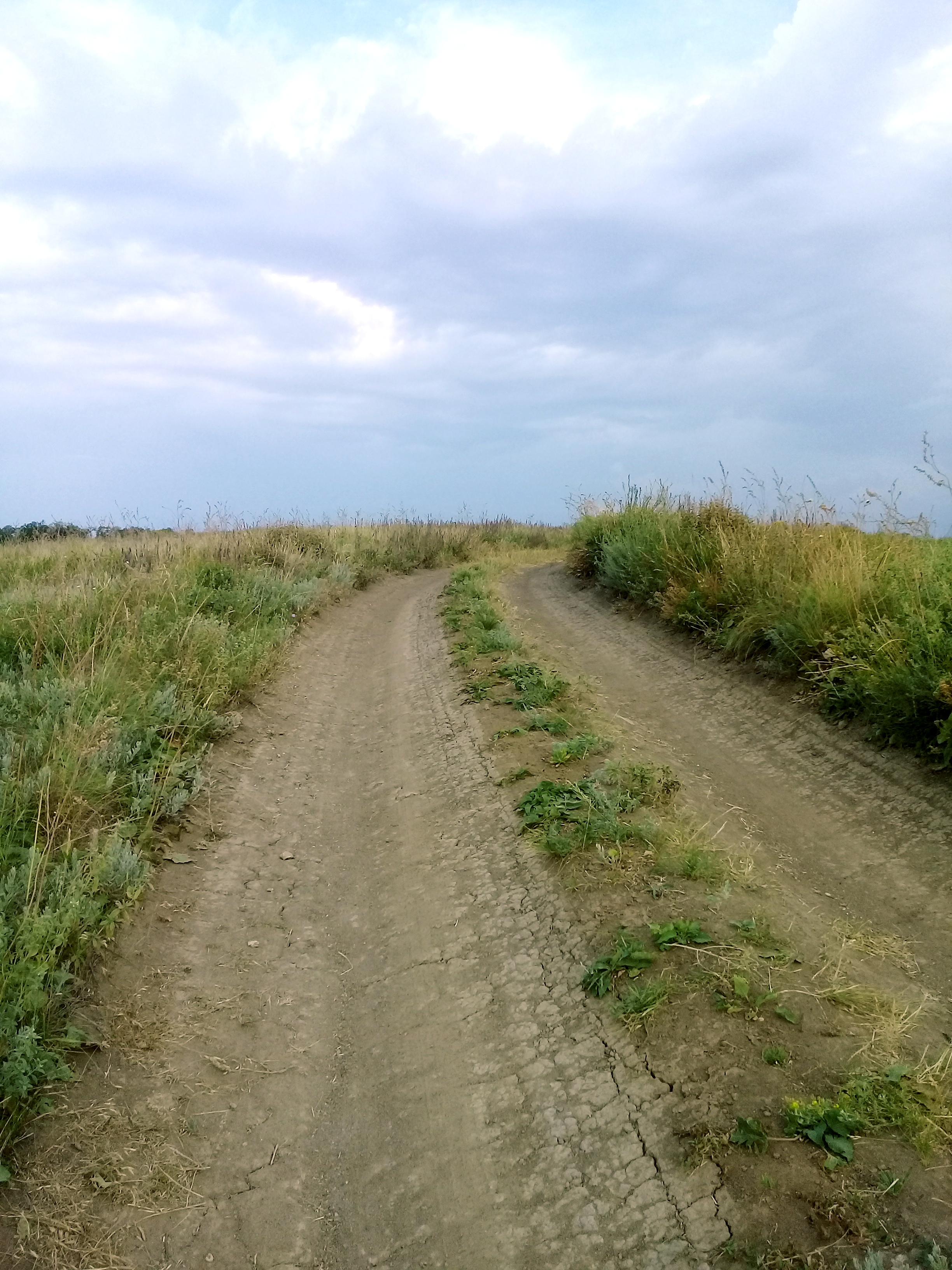
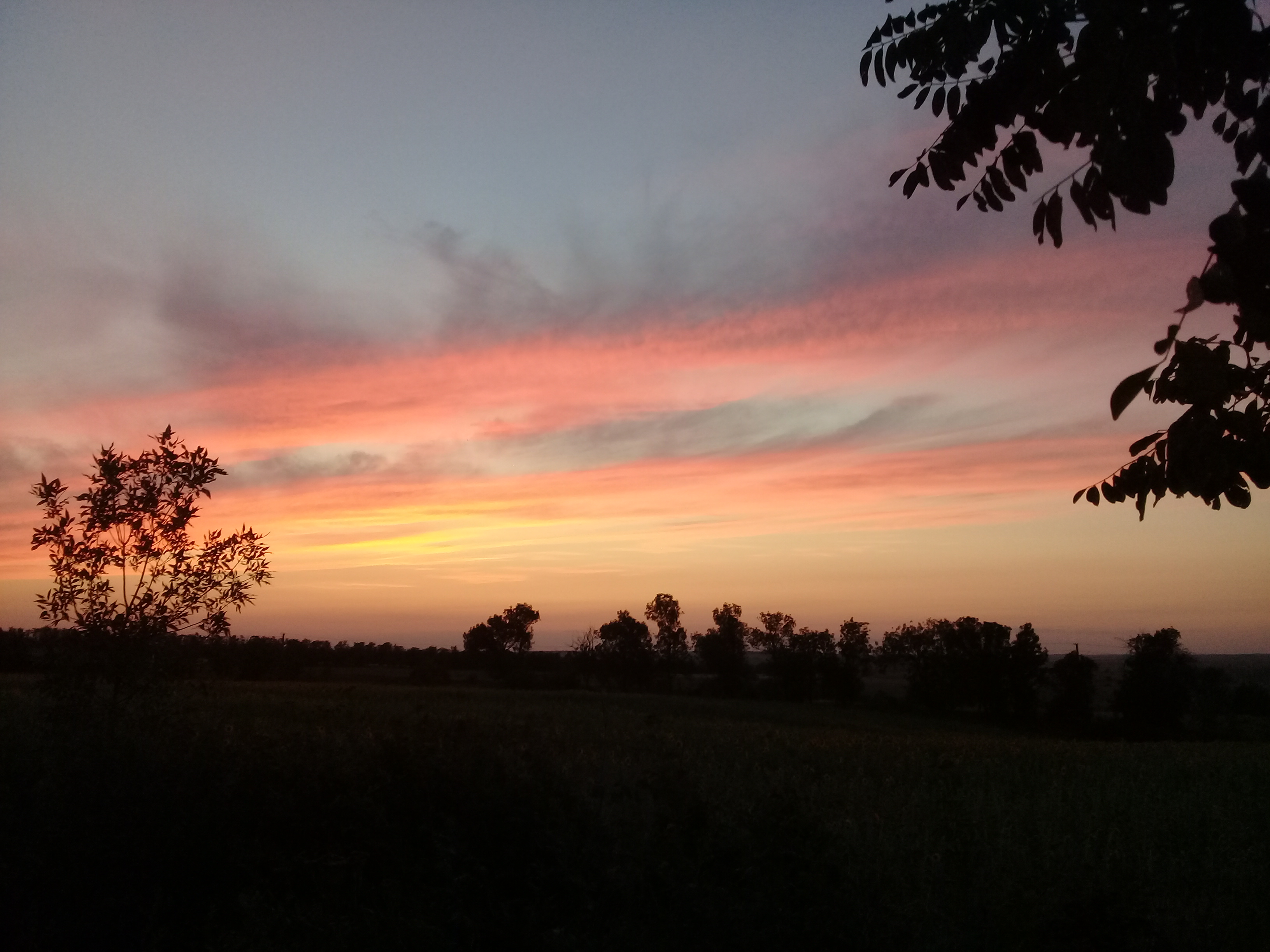
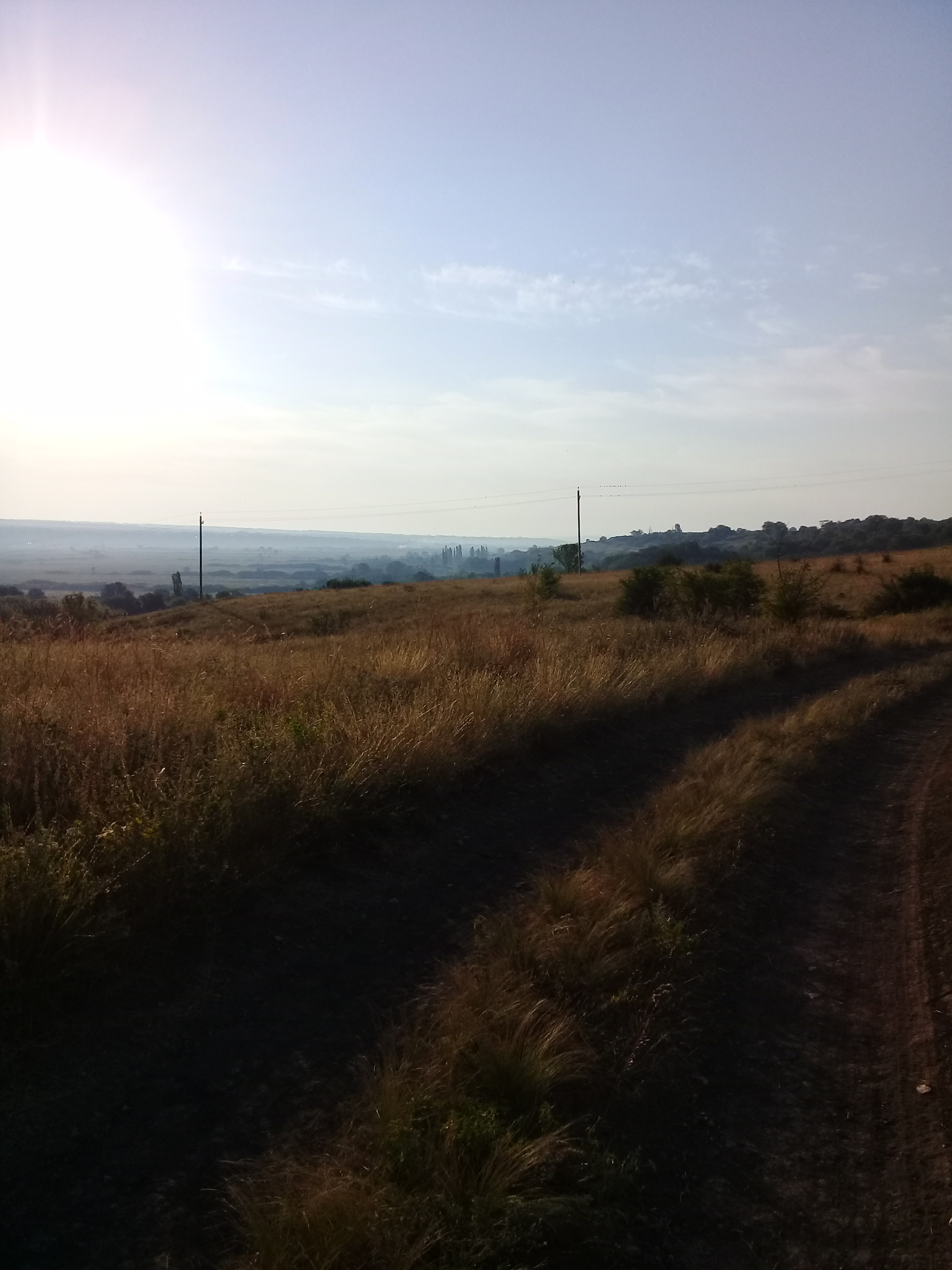
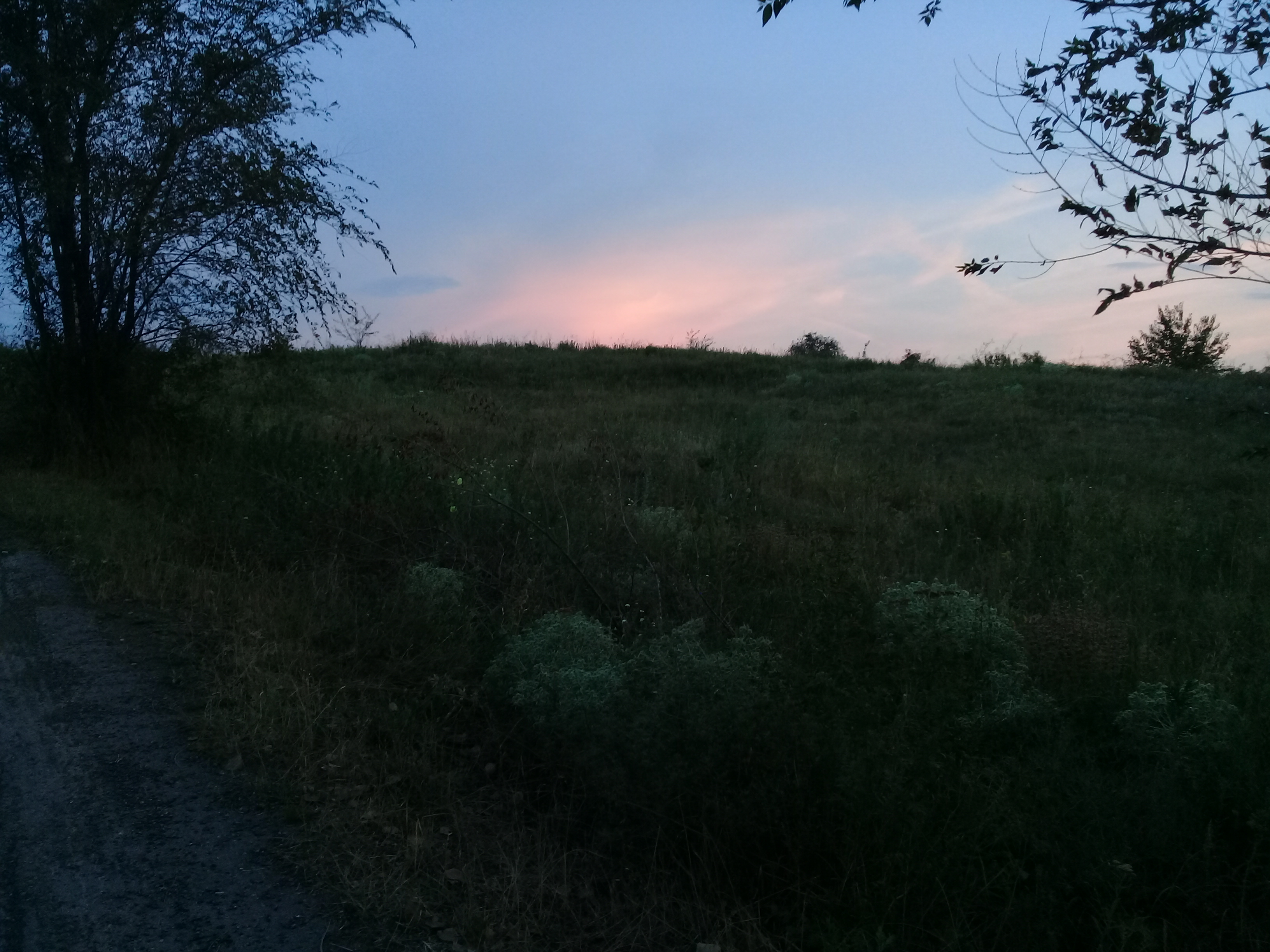
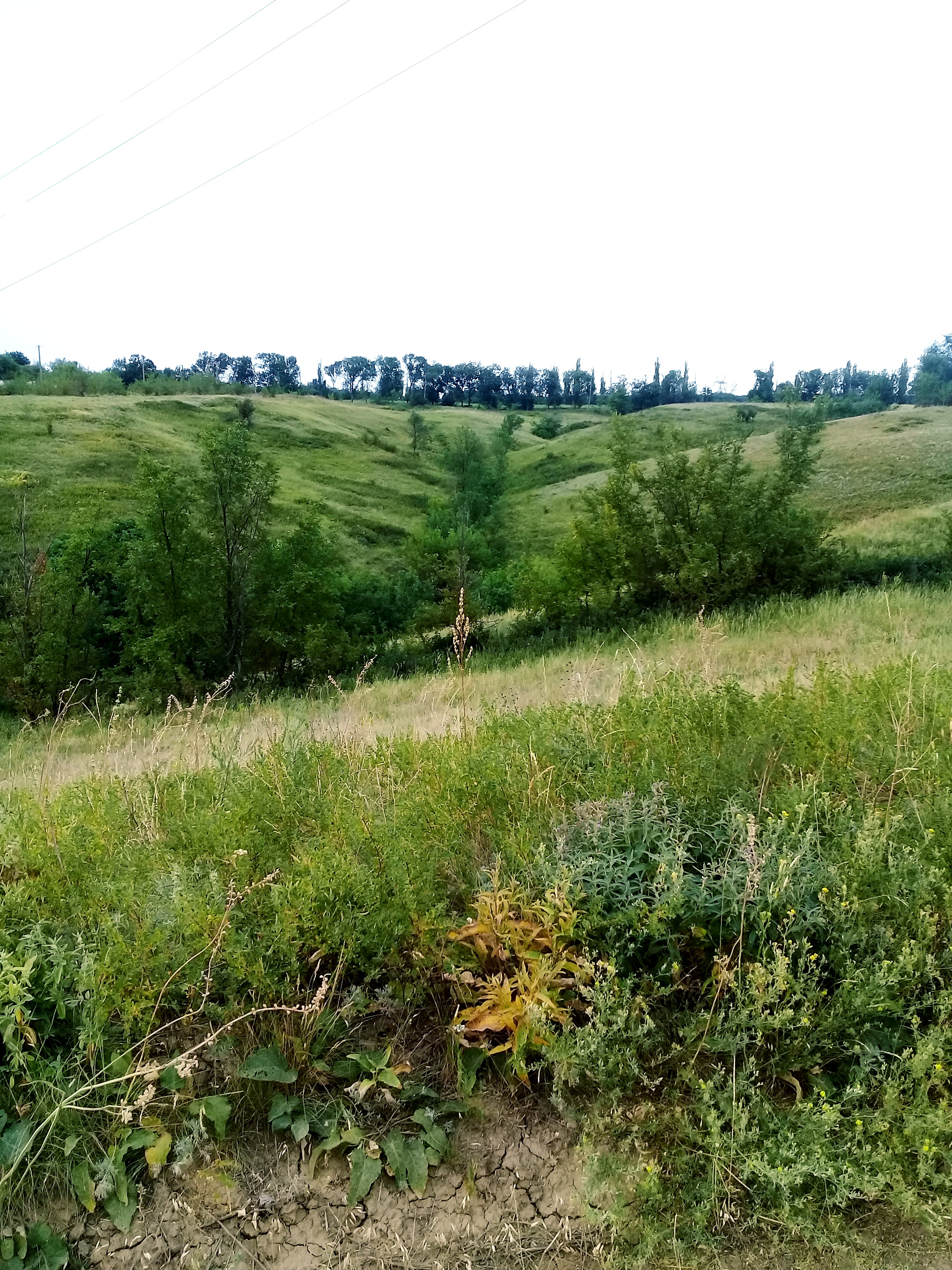
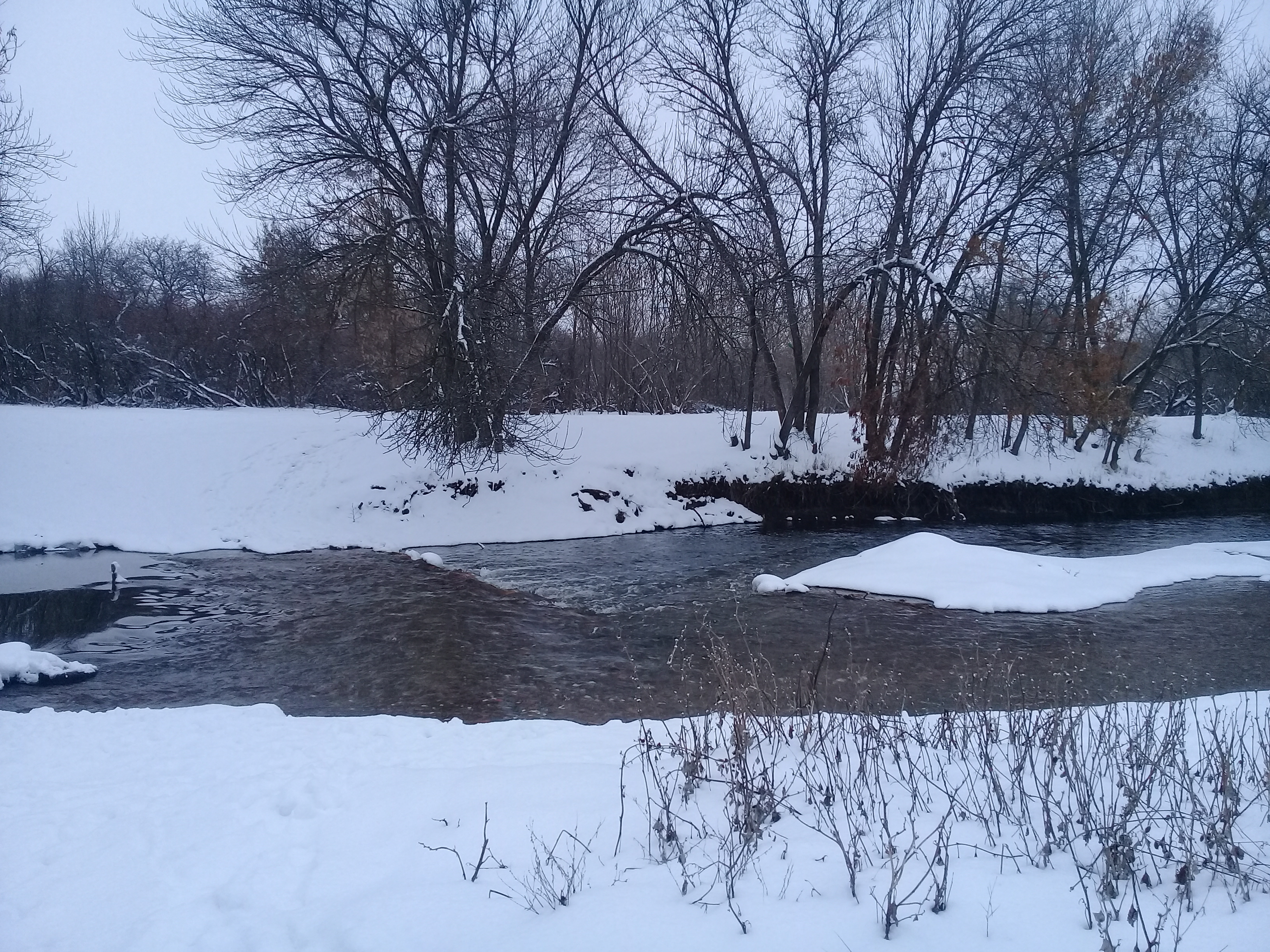
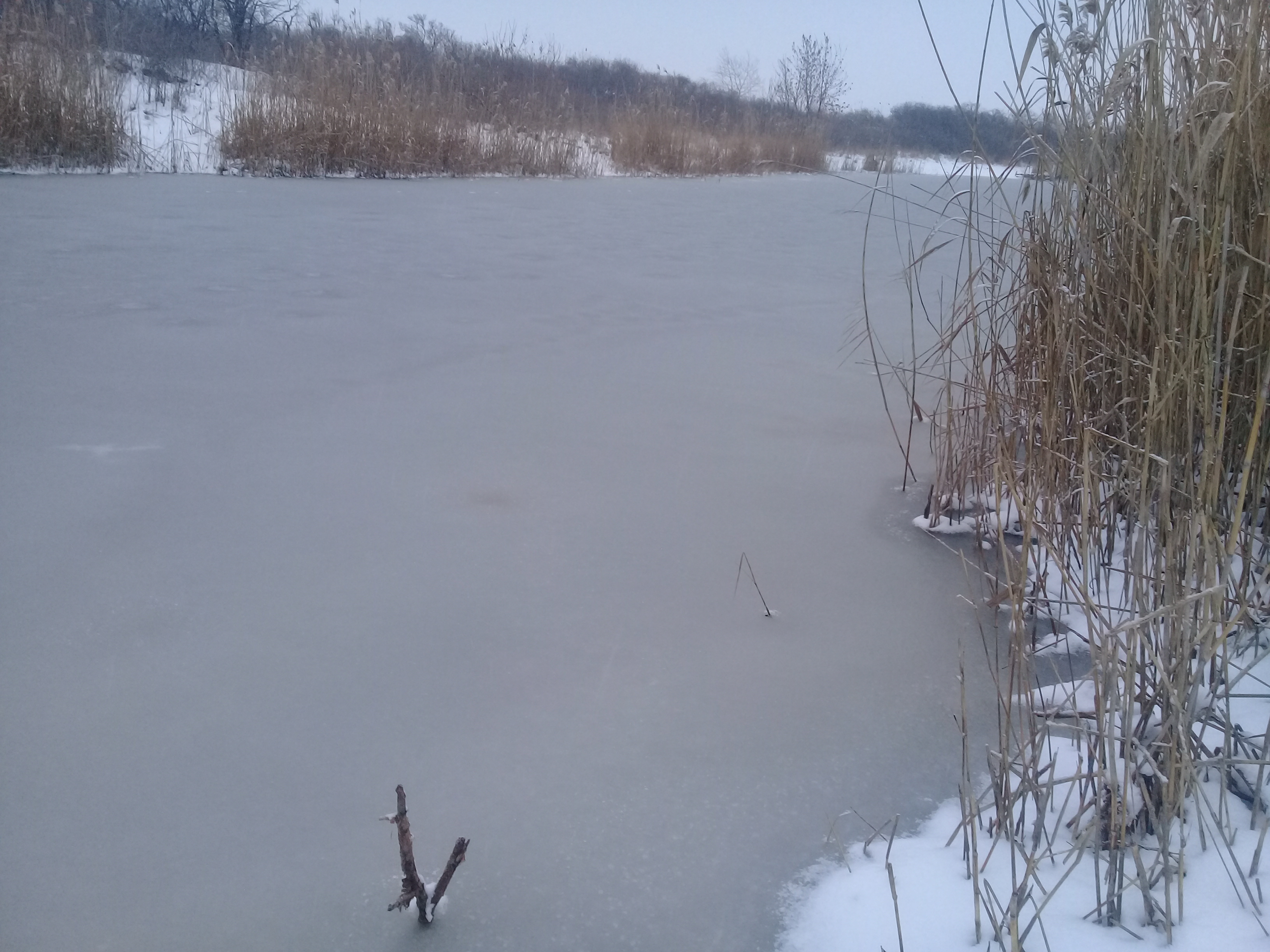
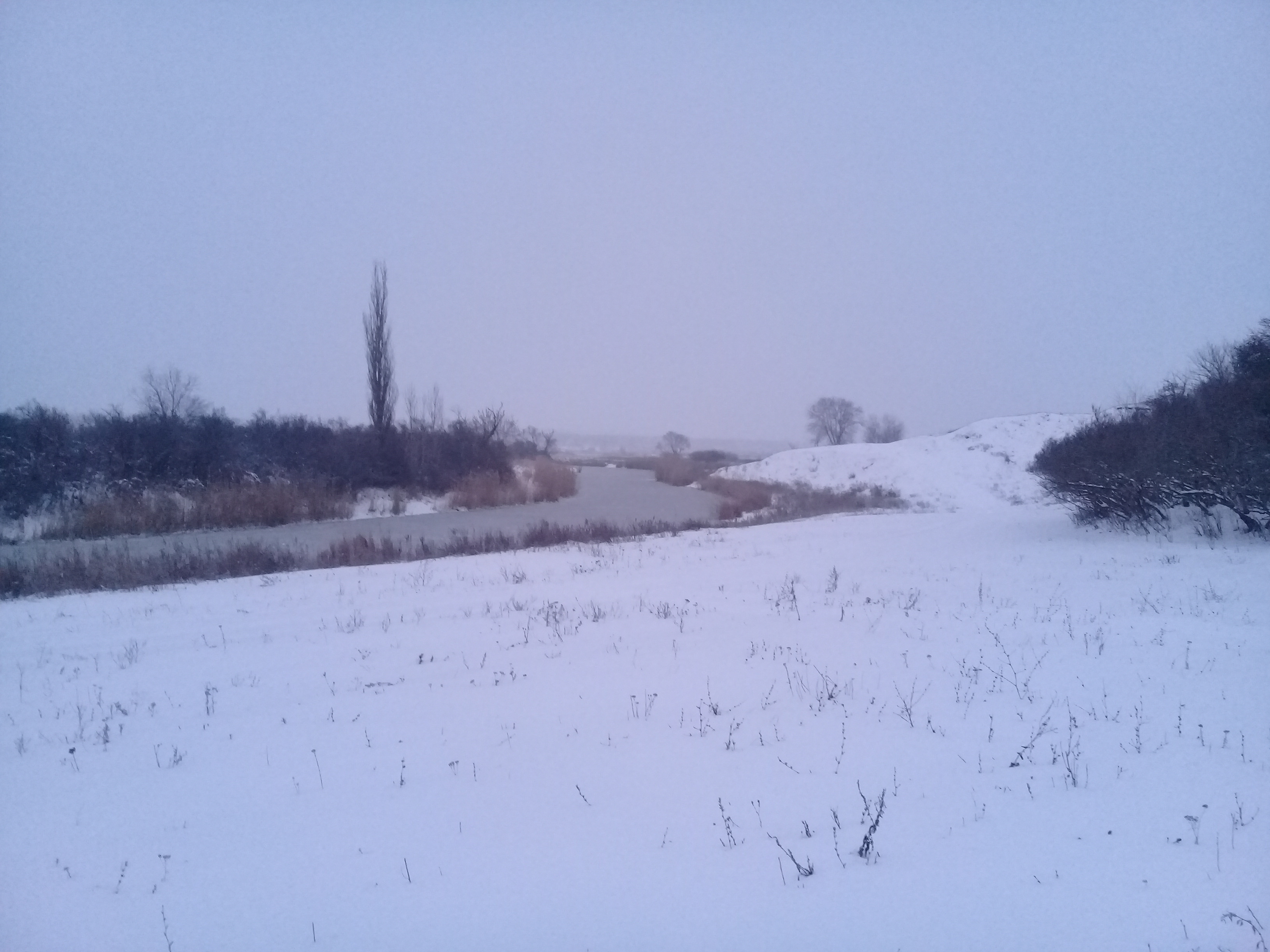

## Население
| 1989 | 2002 | 2010 |
| ---- | ---- | ---- |
| 245  | ↗300 | ↗312 |

## Улицы
| - ул. Аксайская, - ул. Дружбы, - ул. Зелёная, - пер. Малый, | - ул. Северная, - ул. Спортивная, - ул. Топольковая, - ул. Центральная. |